# 緑大輔
緑 大輔（みどり だいすけ、1976年 - ）は、日本の法学者。専門は刑事訴訟法。学位は、博士（法学）。一橋大学大学院法学研究科教授、後藤昭門下。

## 経歴
京都府出身。1999年、一橋大学法学部卒業。2001年、一橋大学法学研究科修士課程修了。2004年、一橋大学法学研究科博士後期課程修了、博士（法学）。
2004年広島修道大学法学部専任講師、2005年同准教授。2008年愛知大学法学部准教授、2011年北海道大学大学院法学研究科准教授。2015年一橋大学大学院法学研究科准教授、2019年同教授。

## 著書
- 『刑事訴訟法入門 第2版』（日本評論社、2017年）
- 『判例学習・刑事訴訟法 第2版』（共著）（法律文化社、2015年）
- 『刑事訴訟法理論の探求』（共著）（日本評論社、2015年）
- 『プロブレムメソッド刑事訴訟法30講』（共著）(日本評論社、2014年)
- 『新・コンメンタール刑事訴訟法 第2版』（共著）（日本評論社、2013年）
- 『ベーシックマスター刑事訴訟法 第2版』（共著）（法律文化社、2013年）
- 『判例講義刑事訴訟法』（共著）（悠々社、2012年）
- 『ケイスメソッド刑事訴訟法』（共著）(不磨書房、2007年)
- 『基本刑事訴訟法』（共著）（日本評論社、2021年）